# Biserica de lemn din Țopa, Mureș

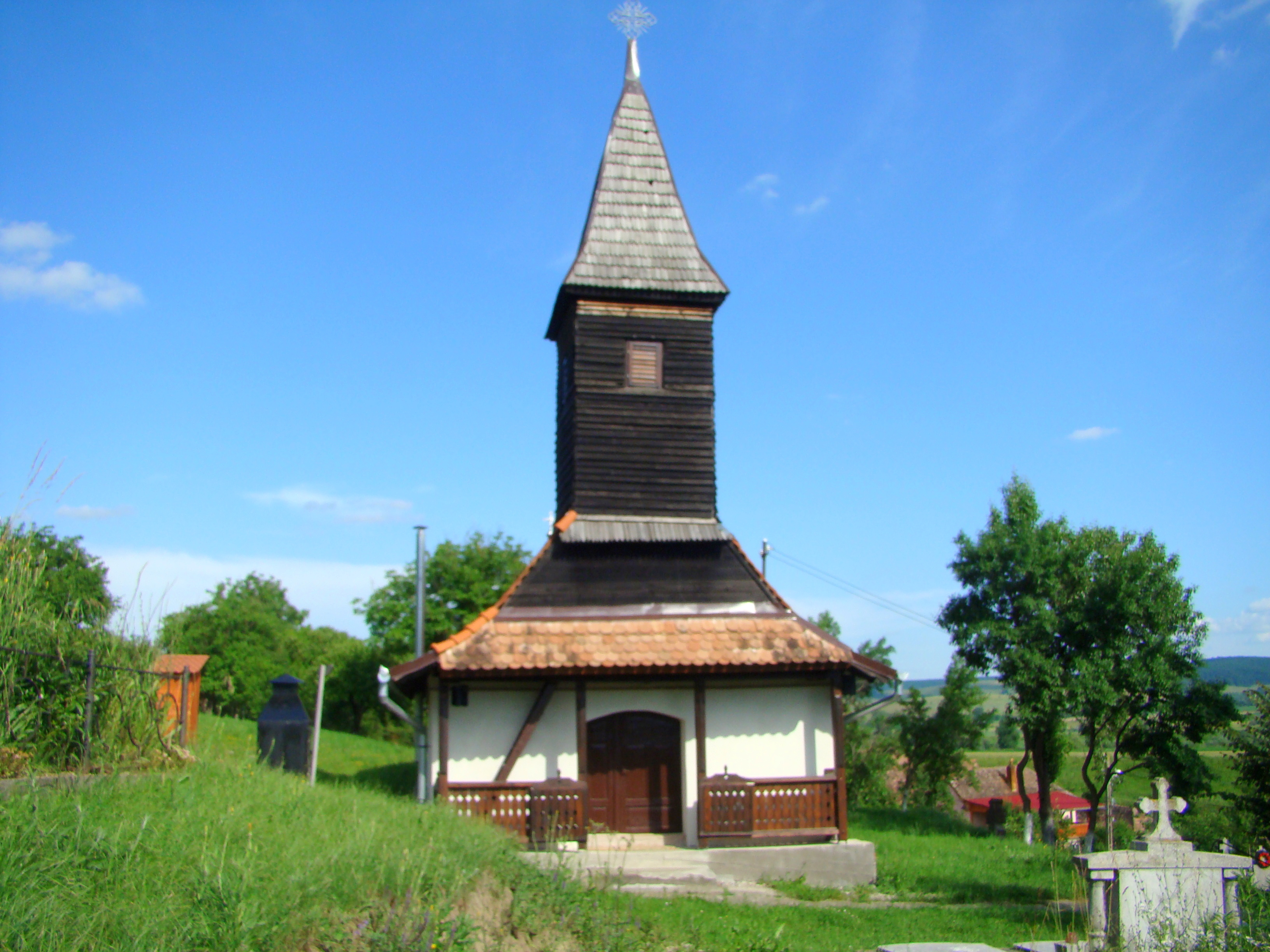
Biserica de lemn din Țopa, comuna Albești, județul Mureș (iunie 2021)

Biserica de lemn din Țopa este un lăcaș de cult aflat pe teritoriul satului Țopa, comuna Albești, județul Mureș. Este o biserică călătoare, strămutată din parohia Boiu, la sfârșitul secolului al XIX-lea. Data edificării lăcașului de cult nu se cunoaște.

## Localitatea
Țopa este un sat în comuna Albești din județul Mureș, Transilvania, România. Prima atestare documentară datează din anul 1301.

## Istoric și trăsături
Parohia Țopa a fost înființată în anul 1998, după ce anterior a funcționat ca filie a parohiei Boiu. Biserica veche din localitatea Țopa a fost strămutată din parohia Boiu, la sfârșitul secolului al XIX-lea. În anul 1950, în timpul lucrărilor de reparații la turnul bisericii, s-a descoperit o inscripție pe o șindrilă: „Această sfântă biserică gr.or. din Boiu Mic s-a făcut prin meșterii Ilie Bardașu din Ferihaz, și Mihai Boitoș, Pop Ilie și Pavel Poitoș din Boiu Mic, supt preoția lui Ilie Ioanovici, supt goșmănia lui Mihai Țifre, 1884 prin Ilie Bardașu”.
Biserica veche este situată în cimitirul parohial și se afla într-o stare avansată de degradare. Lăcașul de închinare a fost restaurat și reamenajat capital în decursul ultimilor ani, cu sprijinul credincioșilor din sat. La finalul lucrărilor de reabilitare, s-a luat hotărârea ca edificiul să funcționeze ca și capelă de cimitir, slujba de binecuvântare fiind săvârșită de către Arhiepiscopul Irineu în data de 28 februarie 2021.
Biserica parohială din Țopa, cu hramul „Sfinții Ierarhi Ilie Iorest și Sava Brancovici”, a fost ridicată începând cu anul 1977, fiind târnosită 11 ani mai târziu, în 1988.

## Imagini

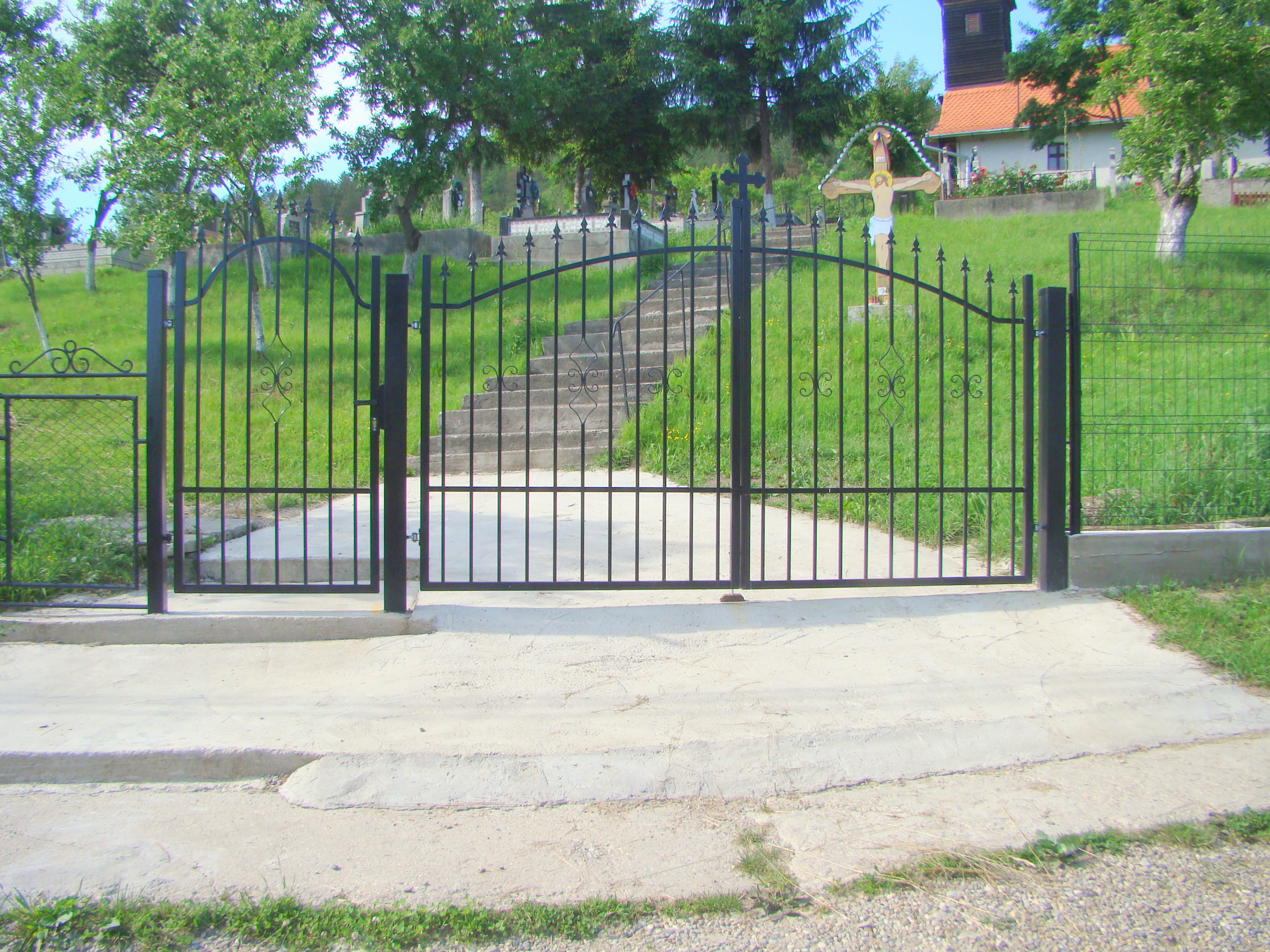
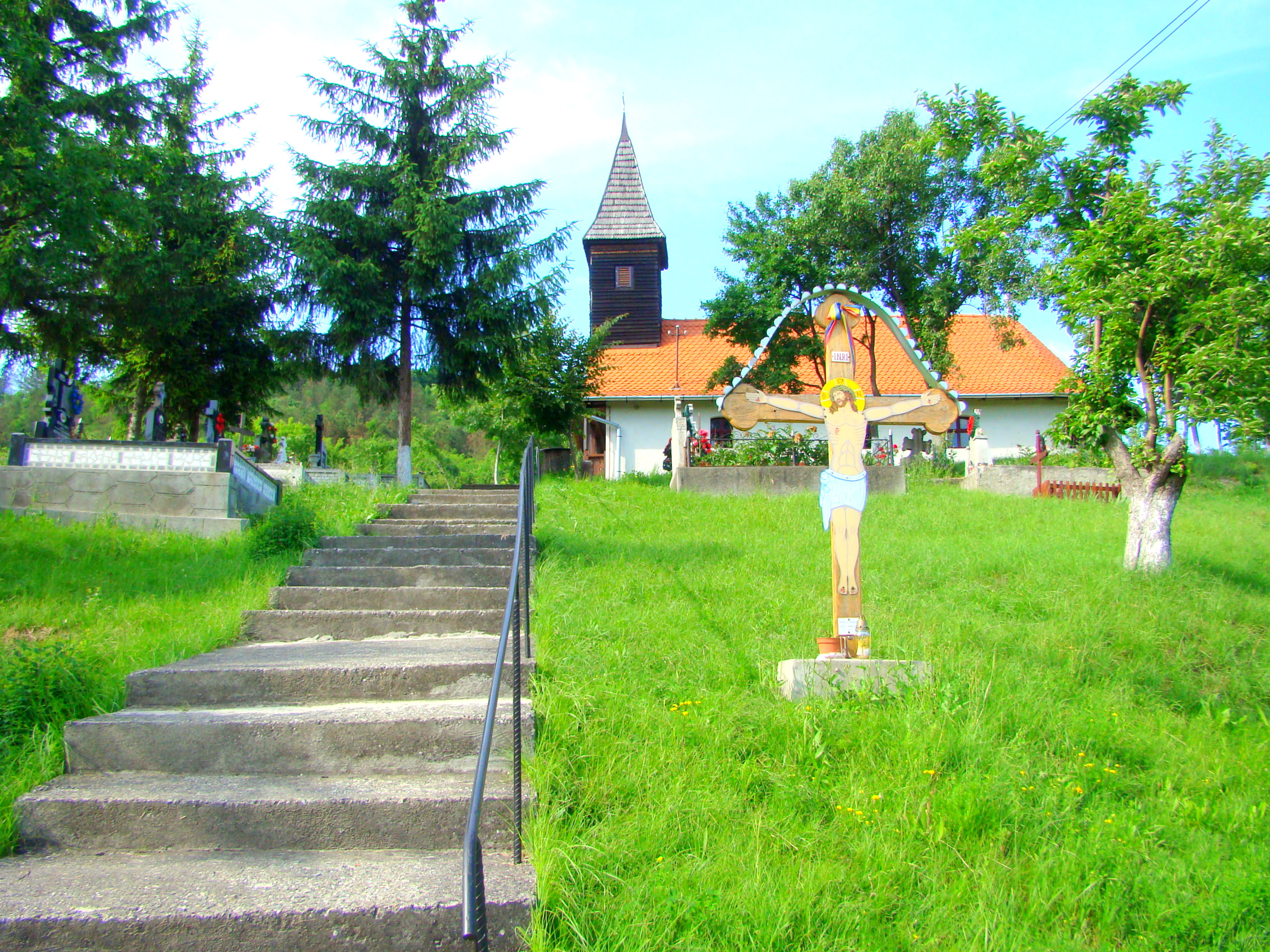
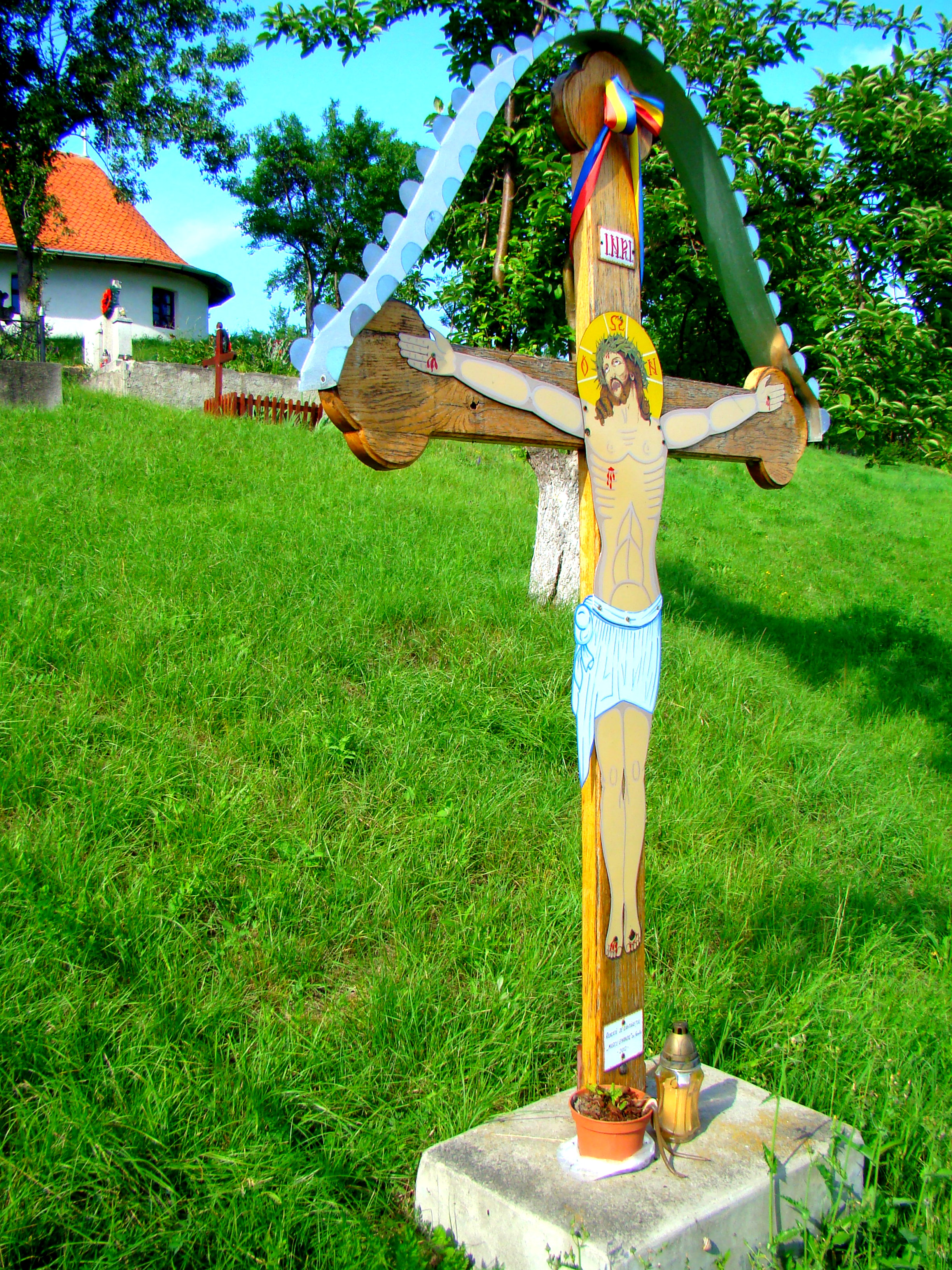
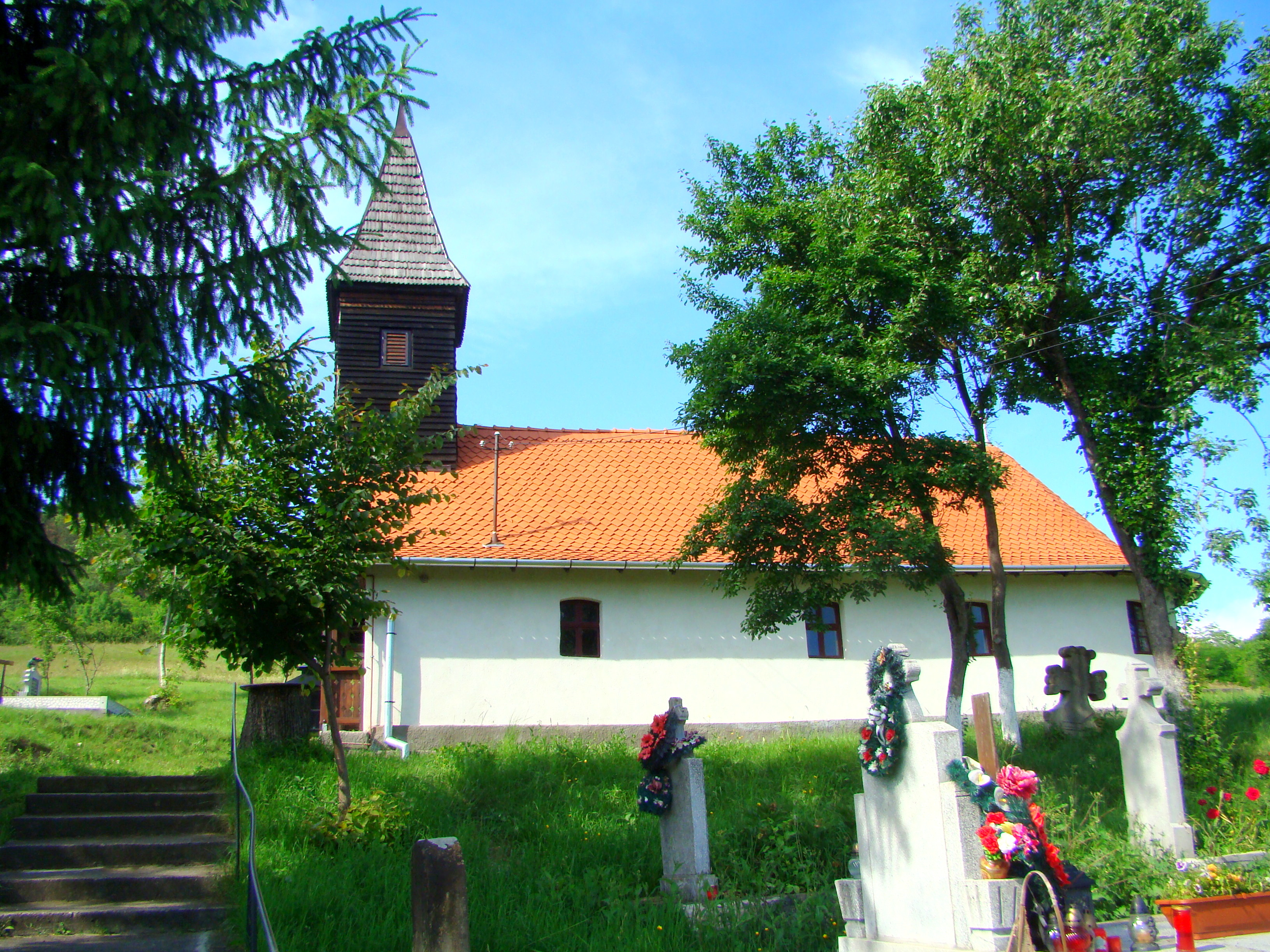
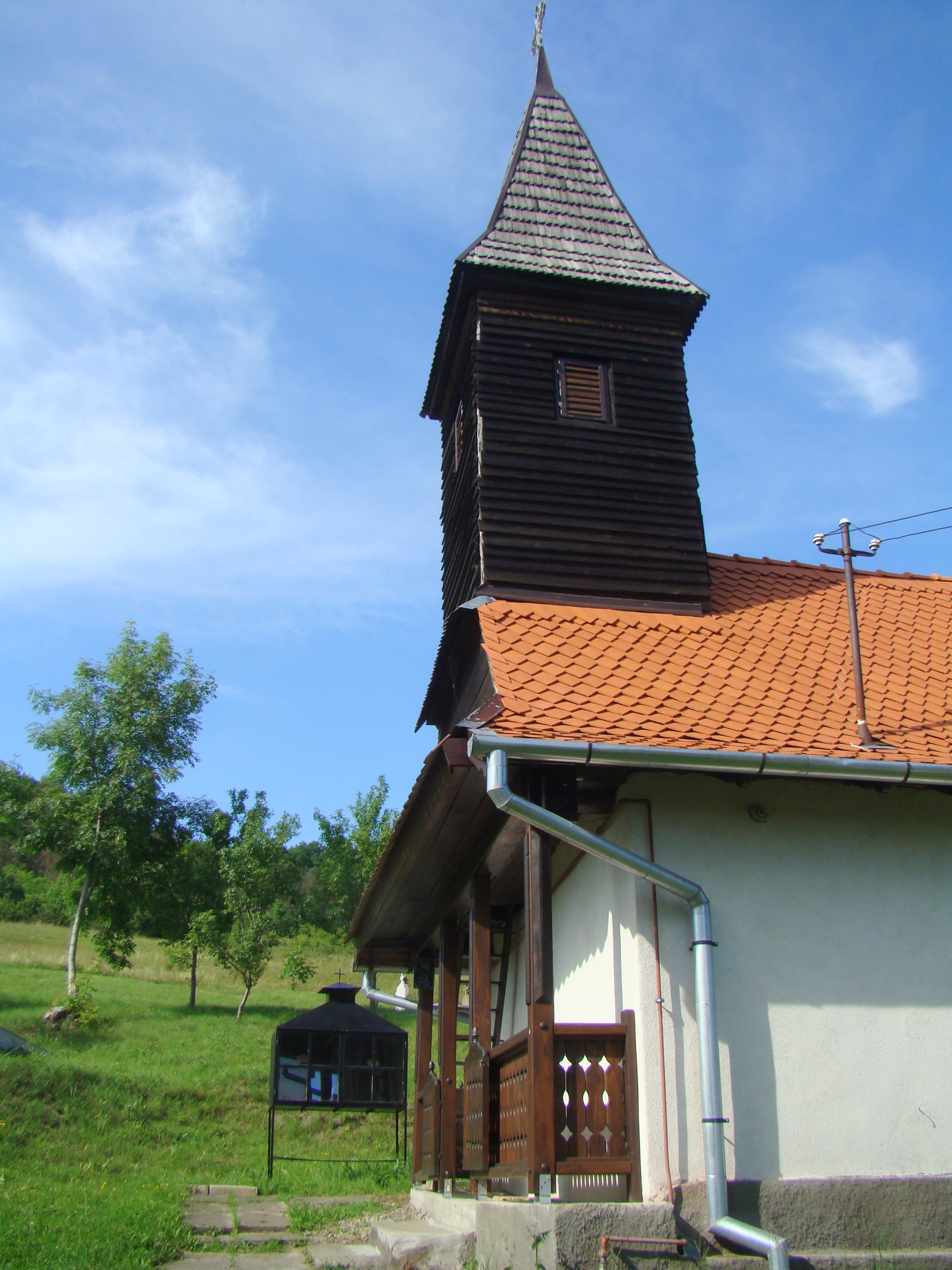
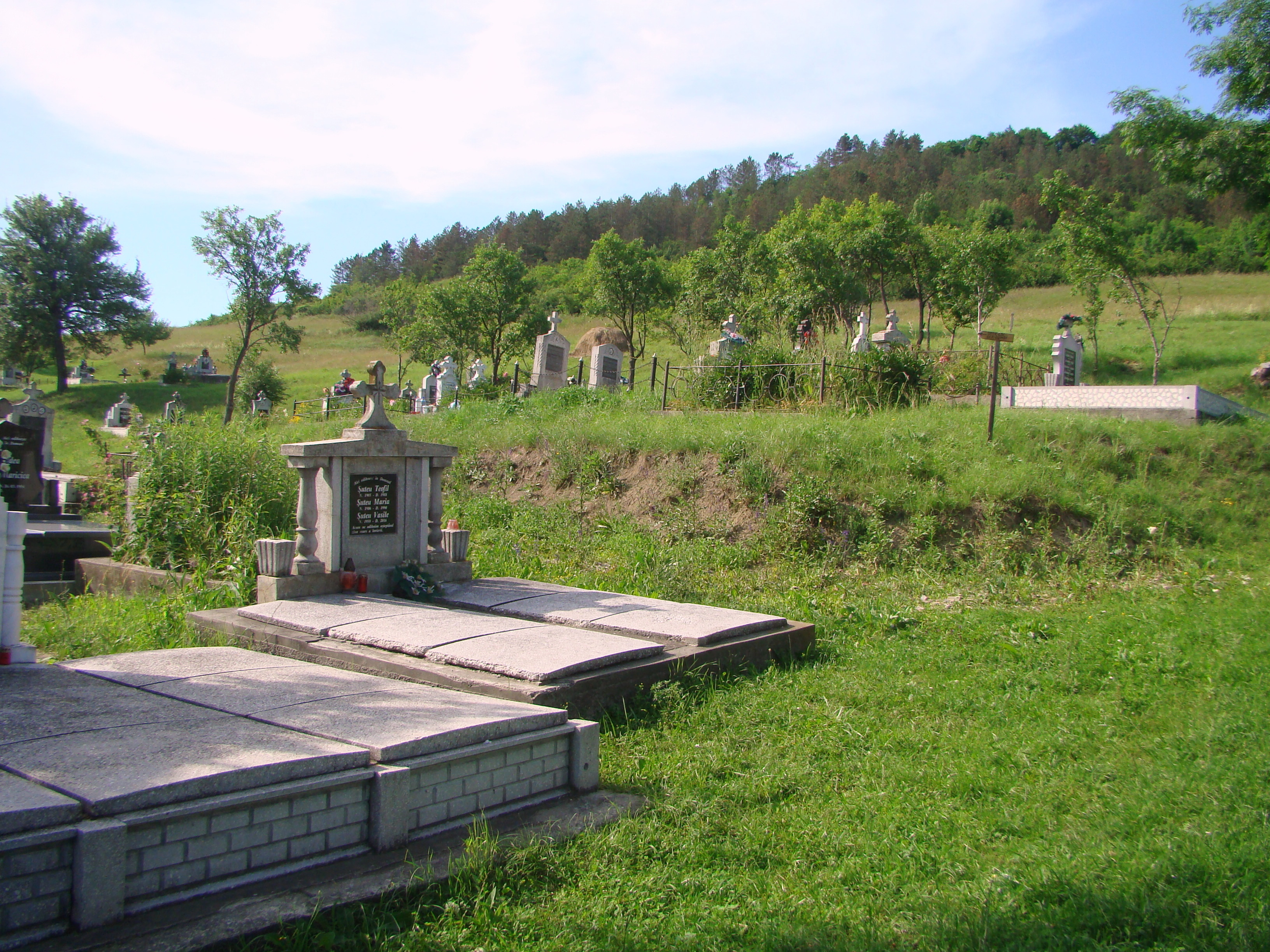
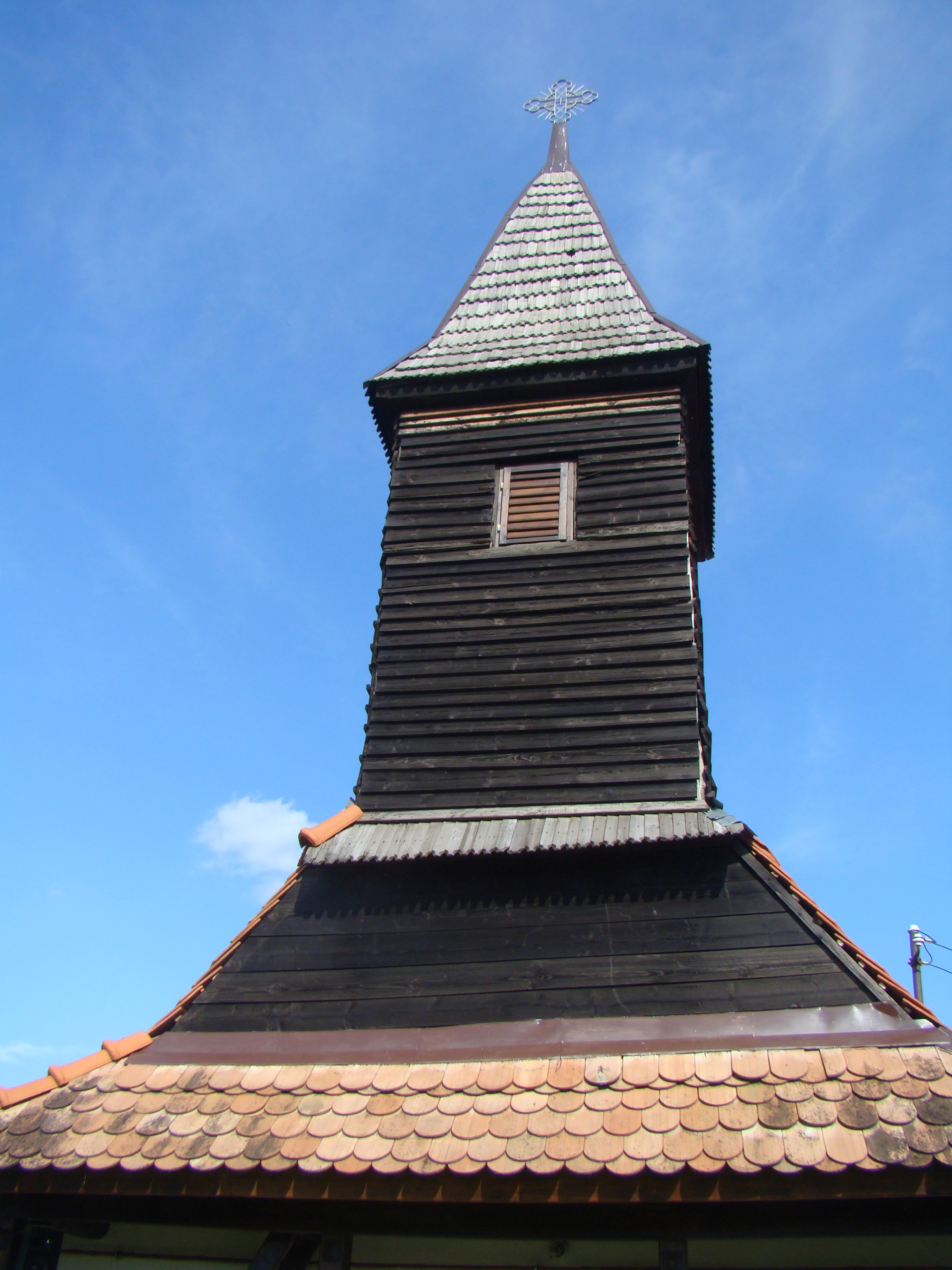
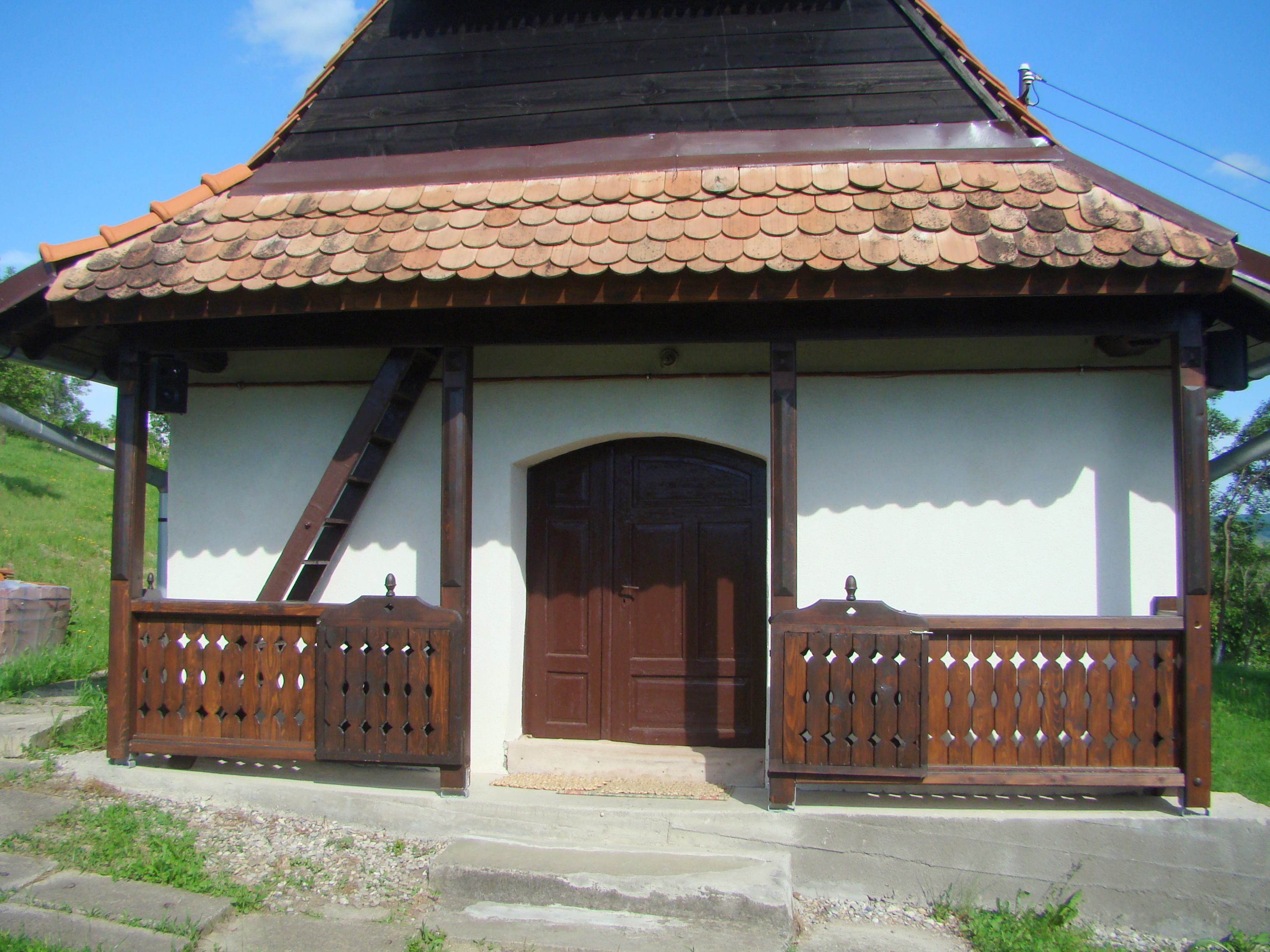
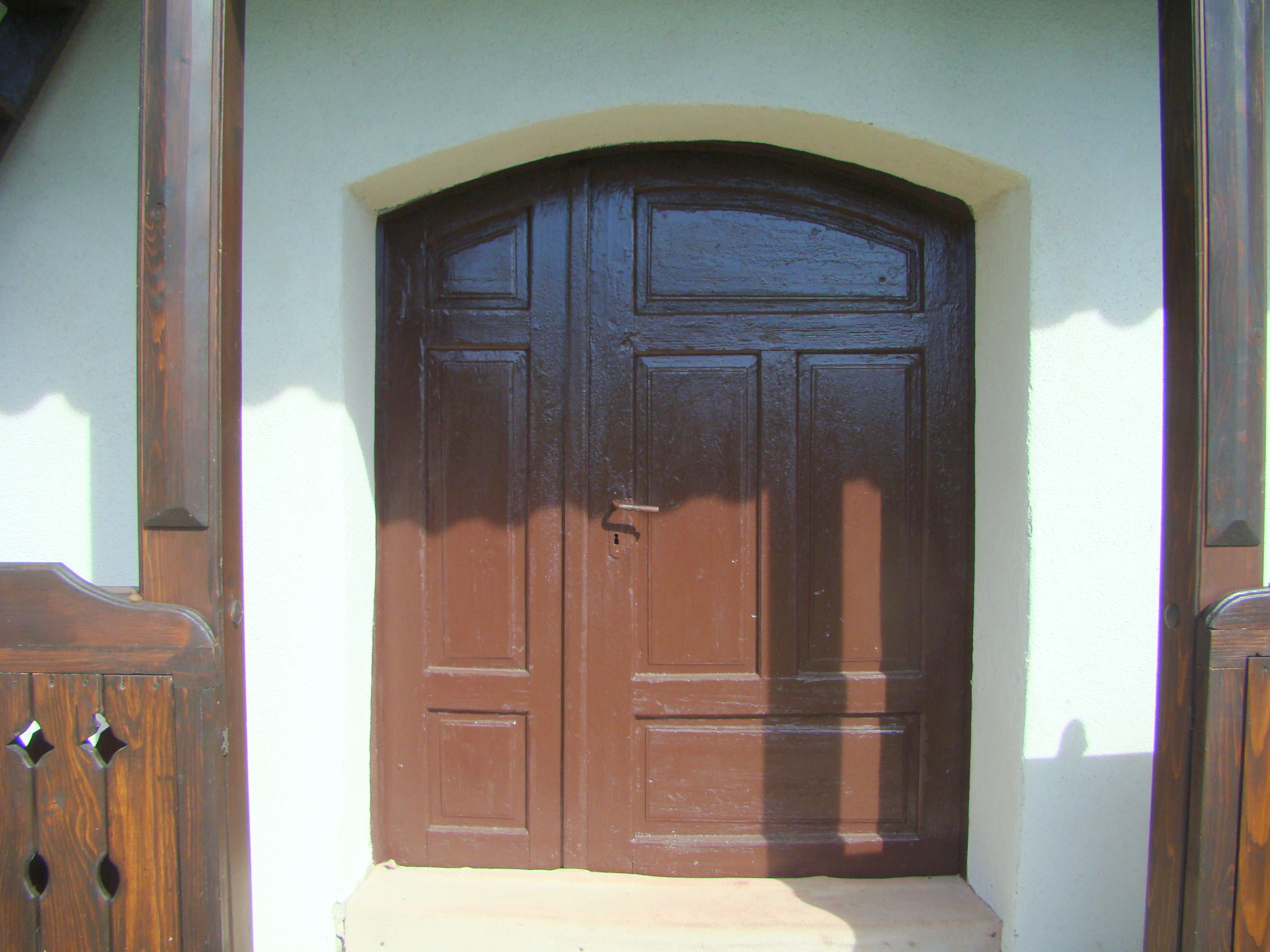
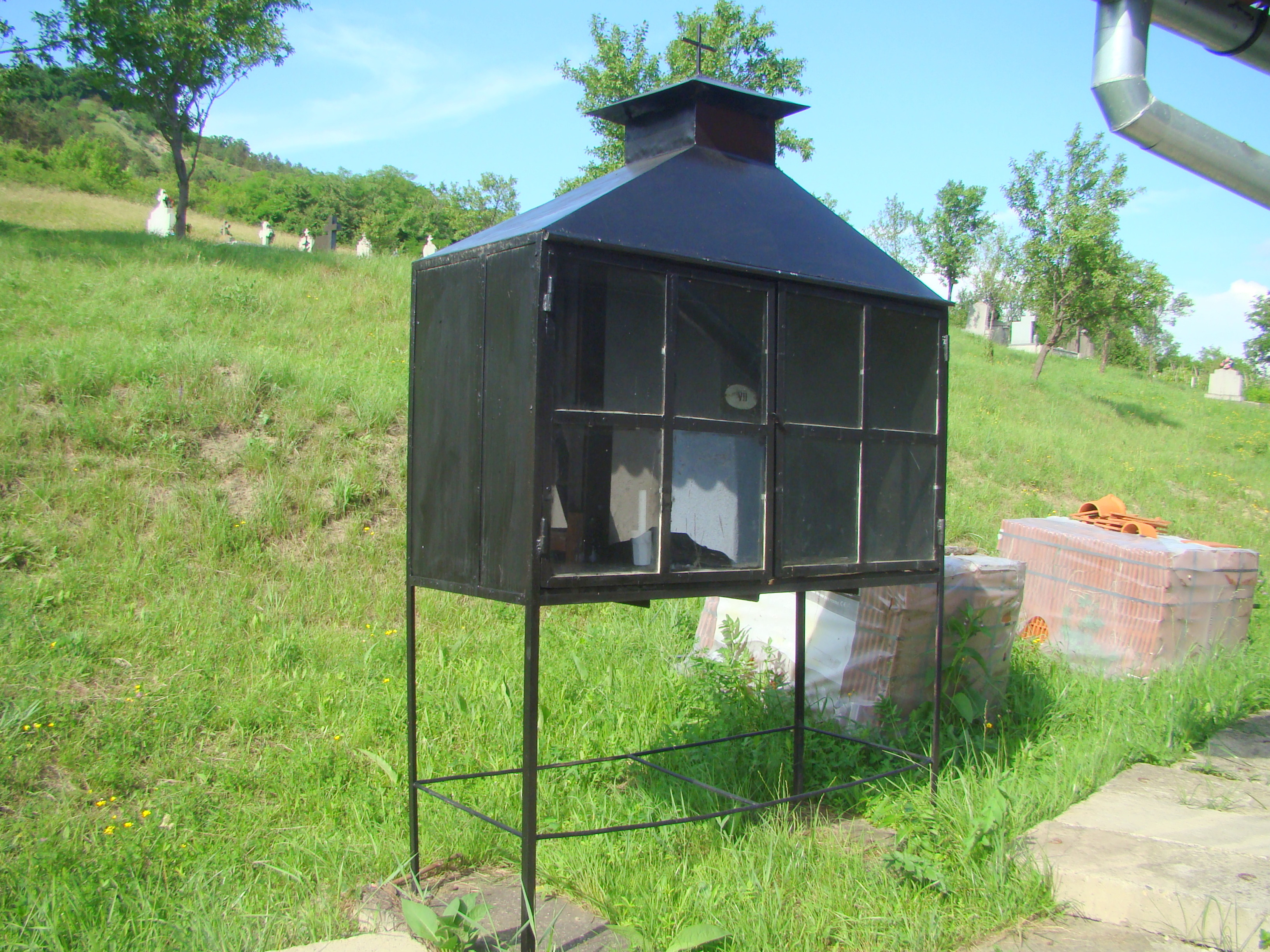
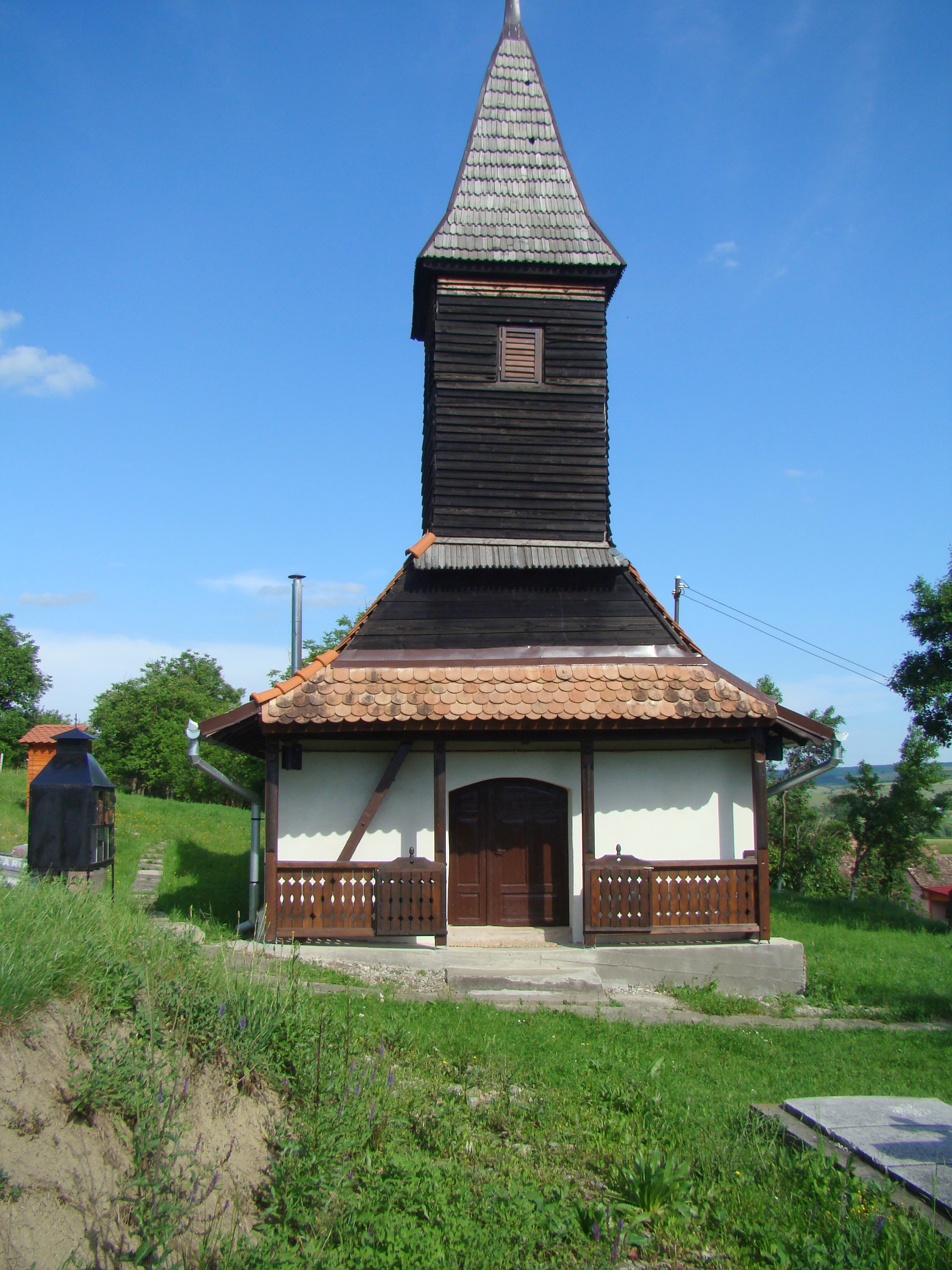
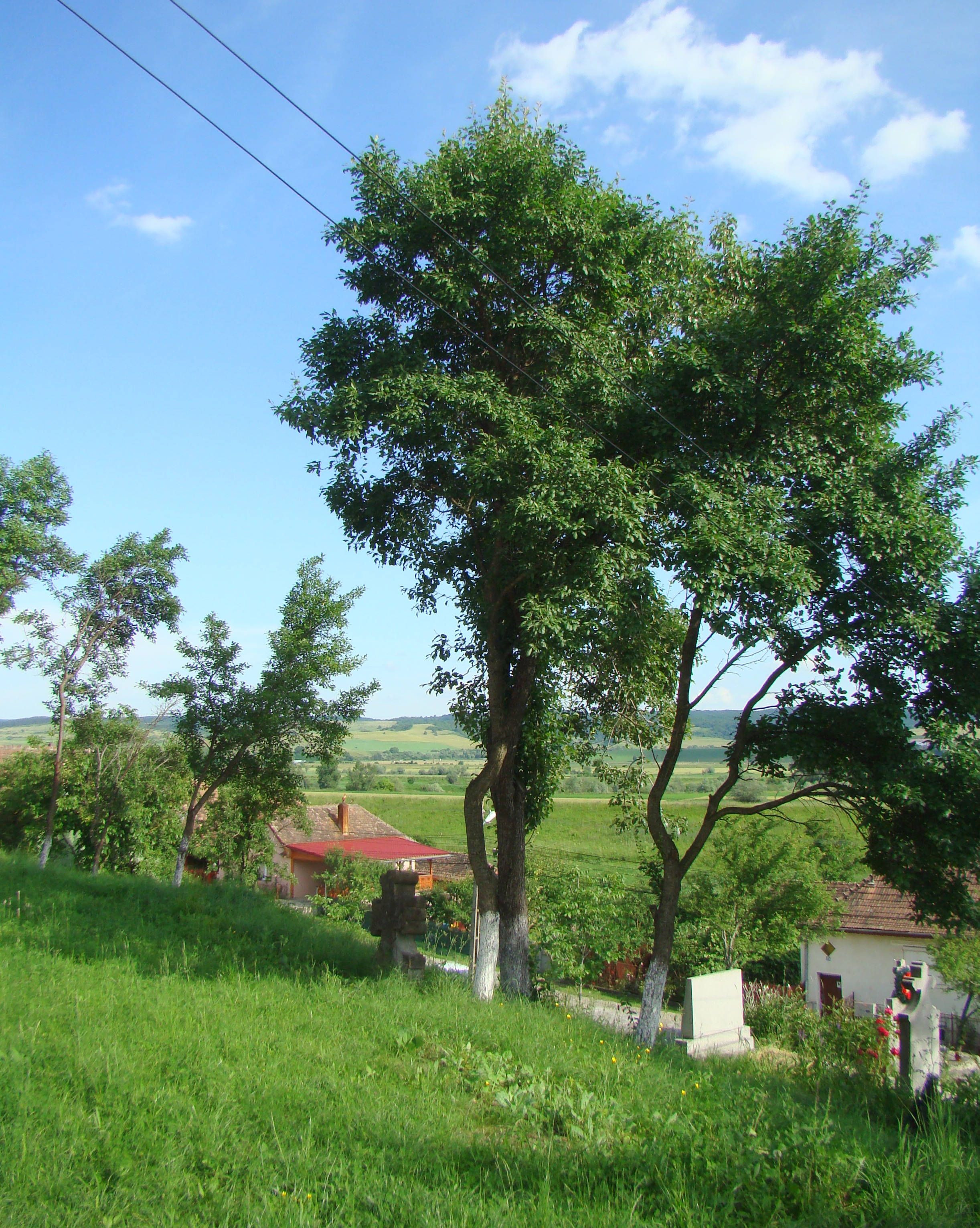
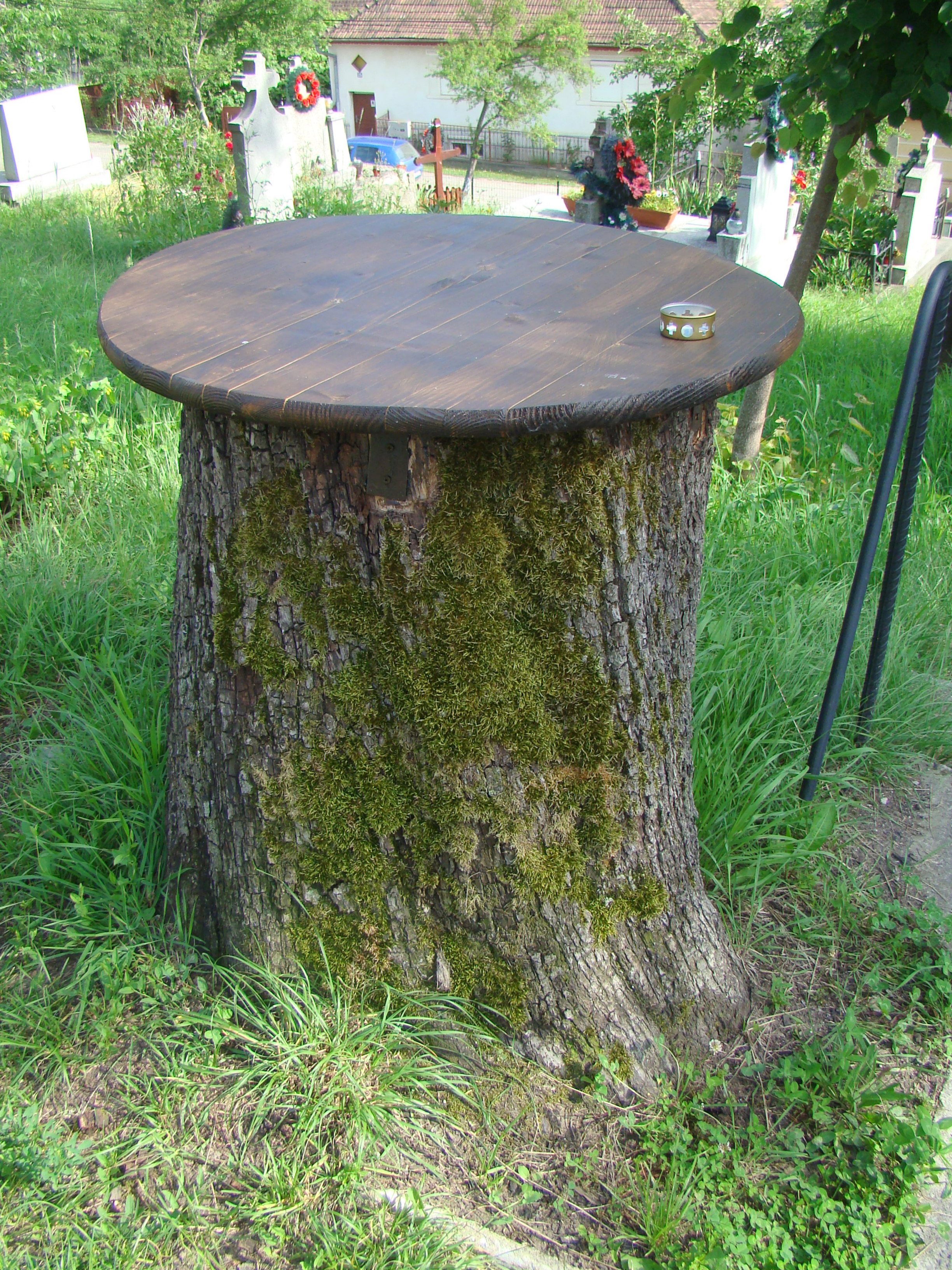
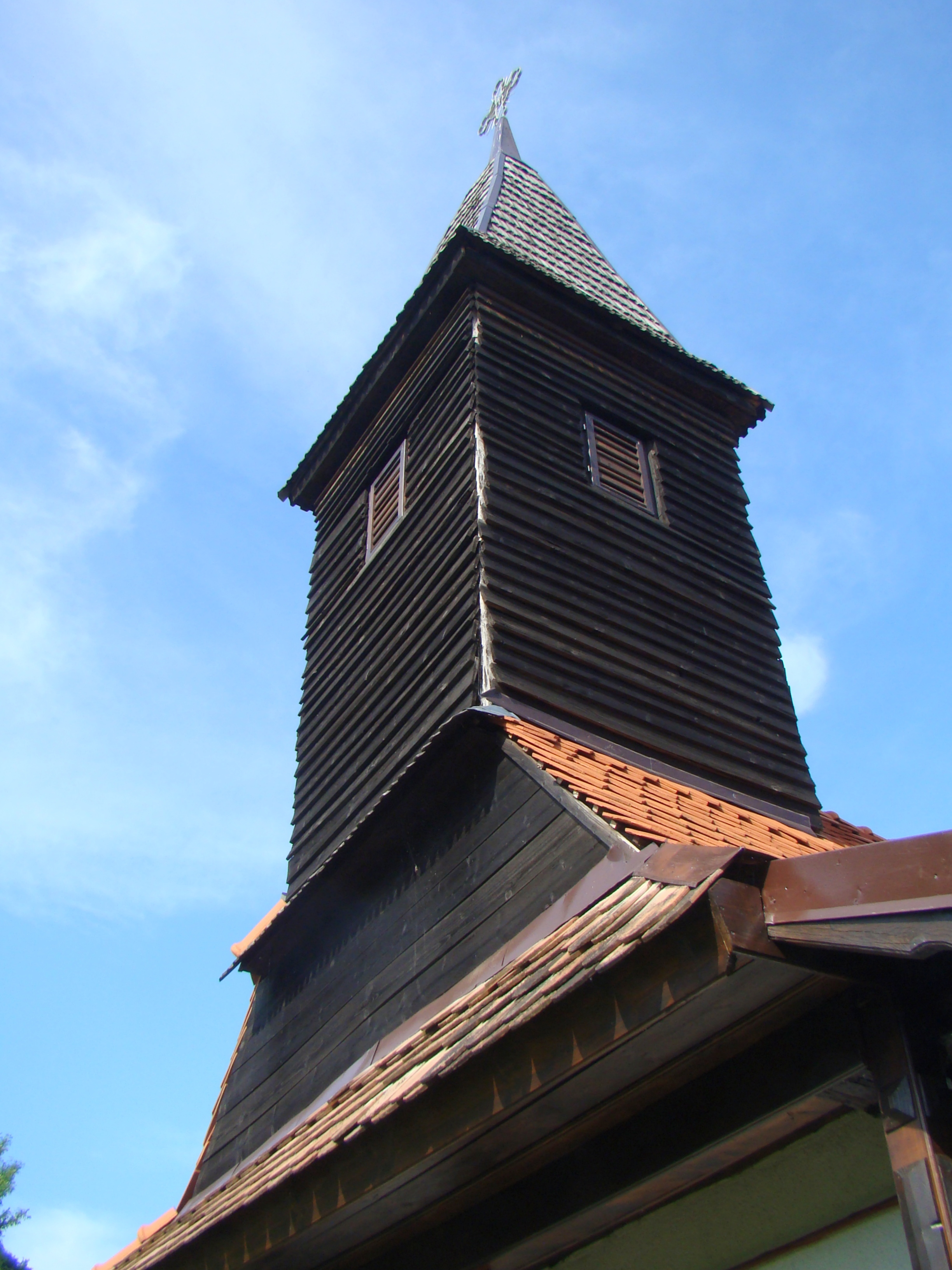
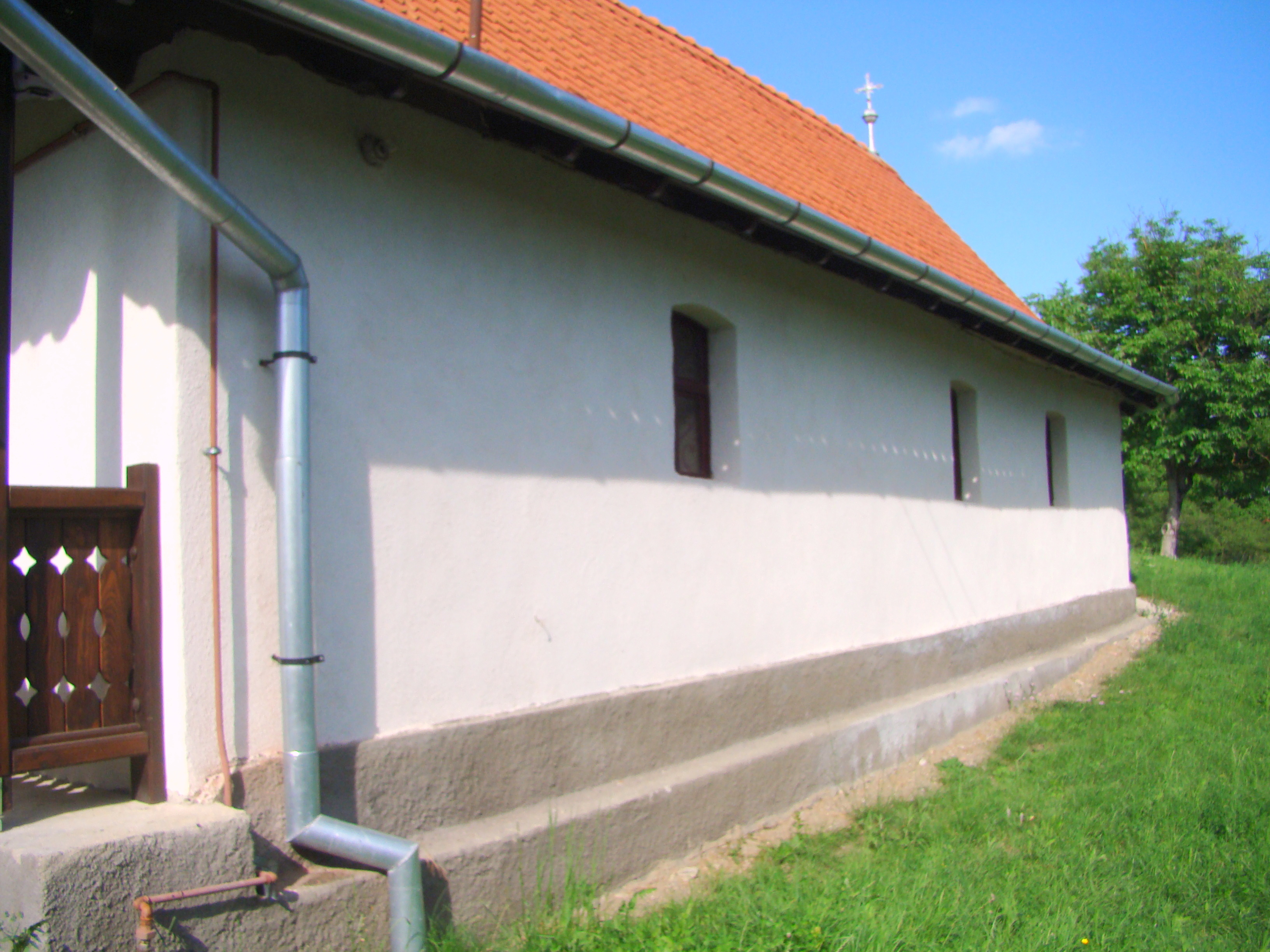
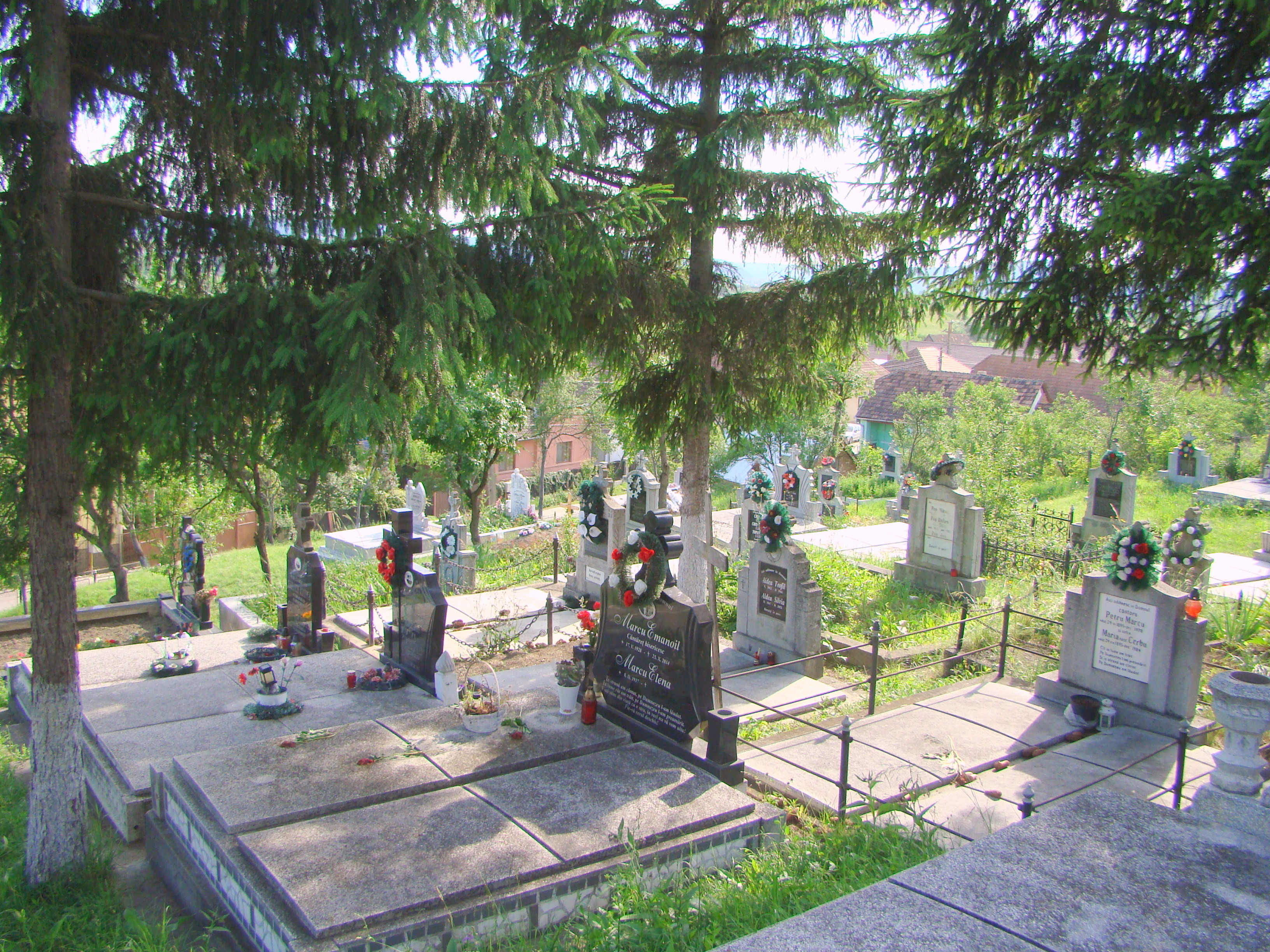
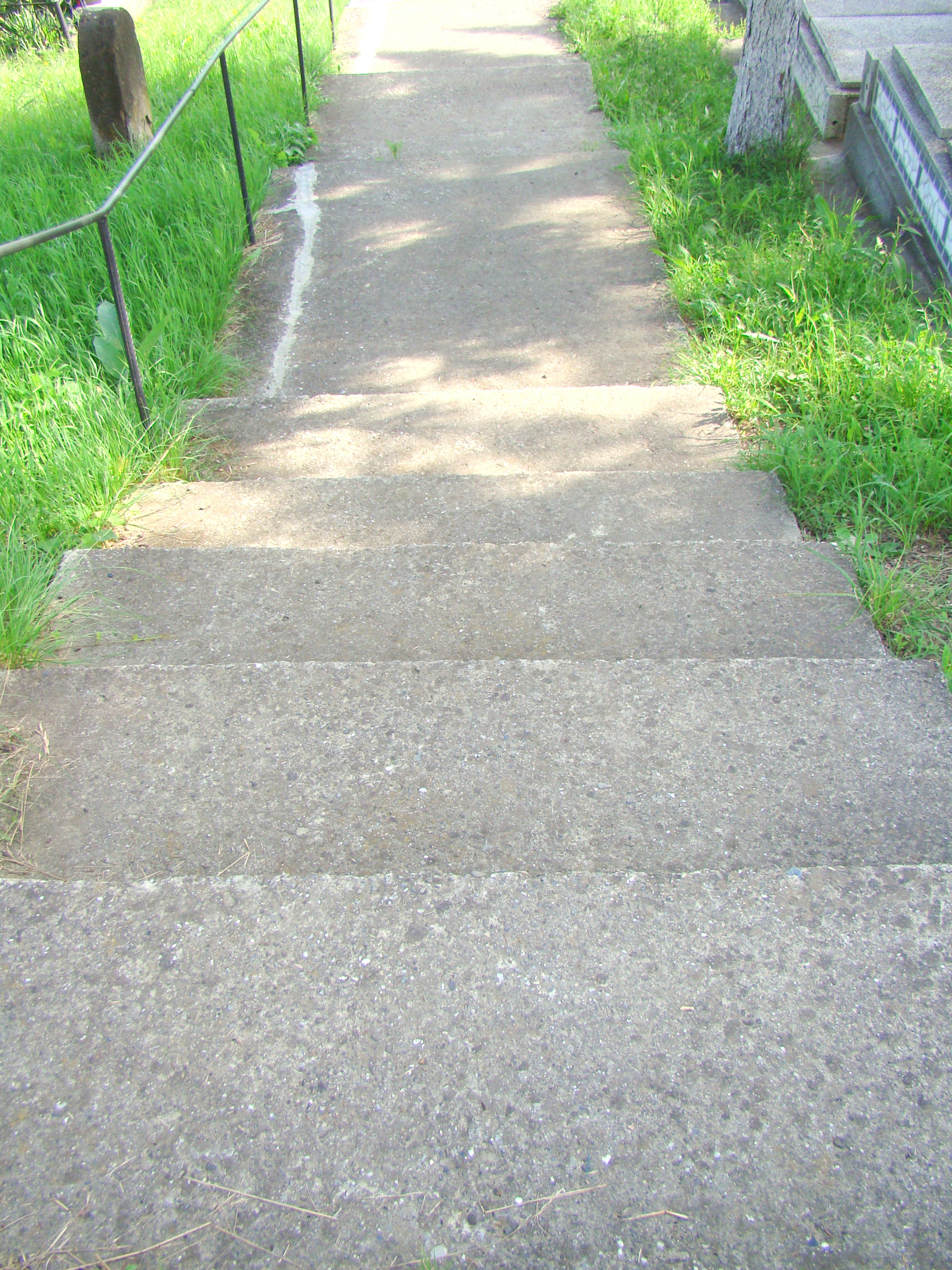
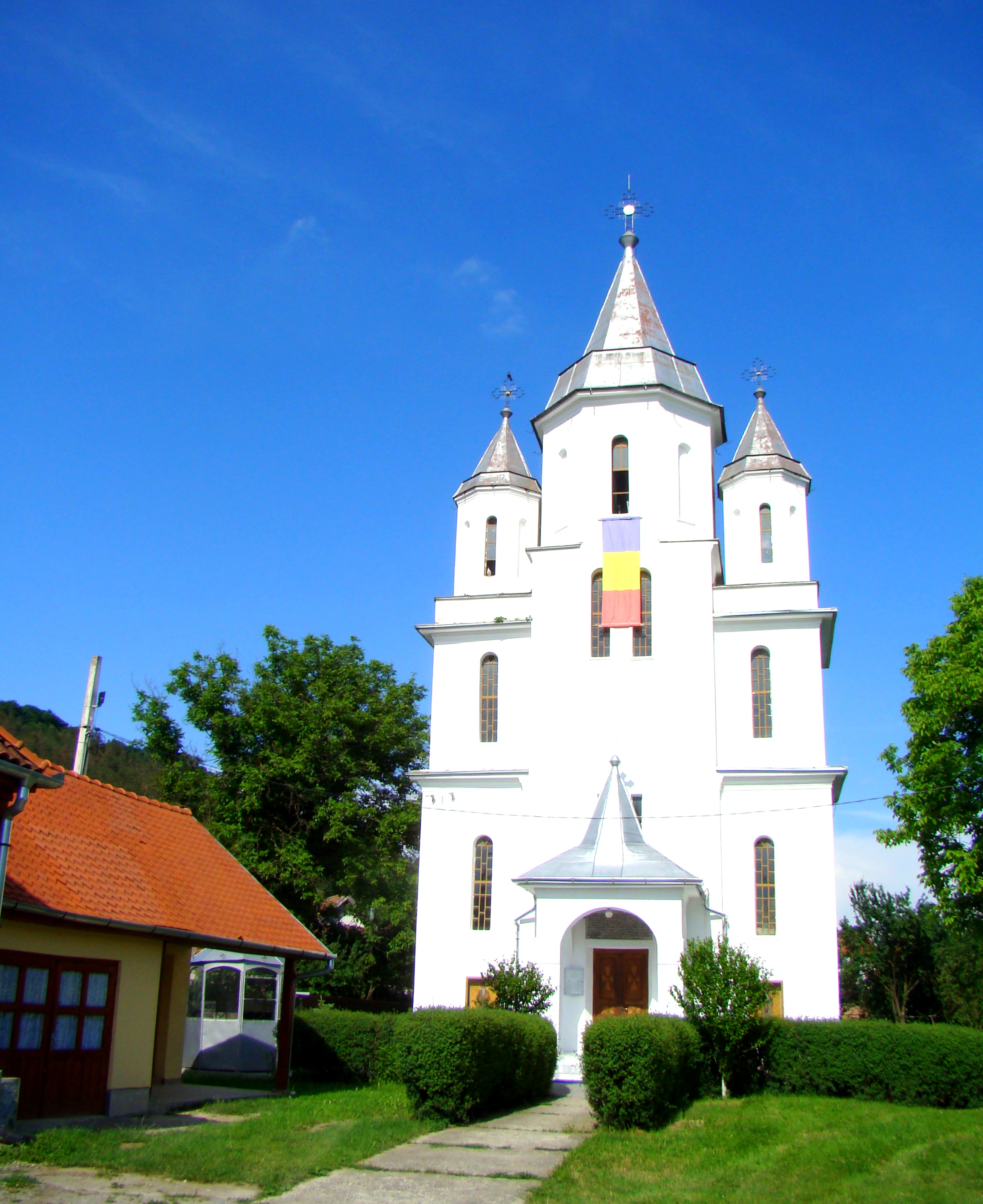
Biserica „Sfinții Ierarhi Ilie Iorest și Sava Brancovici”